# Palm Springs, Florida
Palm Springs är en ort (village) i Palm Beach County, i delstaten Florida, USA. Enligt United States Census Bureau har orten en folkmängd på 19 195 invånare (2011) och en landarea på 8,6 km².